# Skarpeta świąteczna

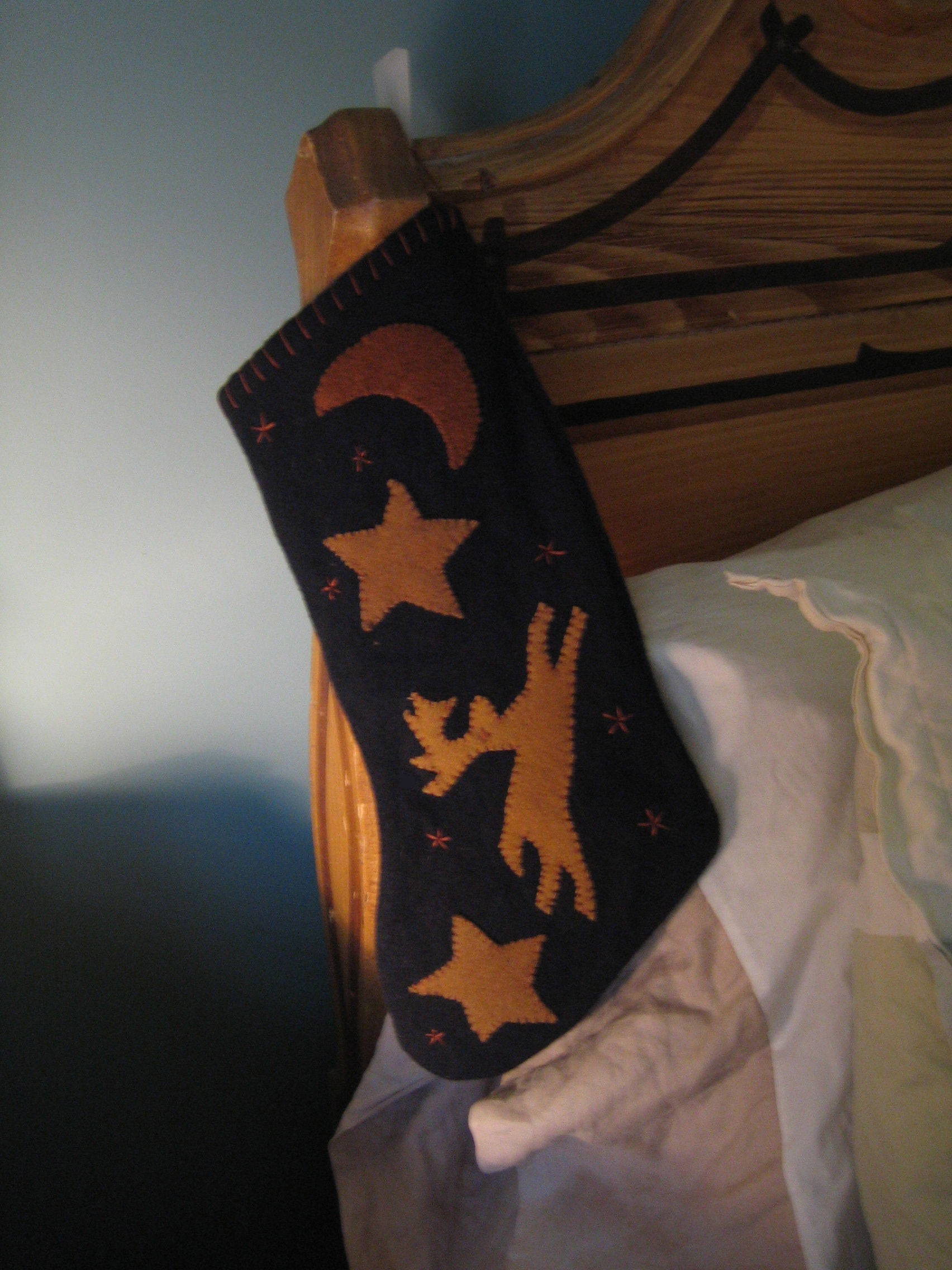
Skarpeta świąteczna

Skarpeta świąteczna (ang. Christmas stocking) – ozdoba bożonarodzeniowa rozwieszana przy łóżku lub kominku. 
Do specjalnych skarpet w czasie świąt Bożego Narodzenia wkłada się małe upominki. W kulturze zachodniej mówiono, że dziecko, które nie było grzeczne otrzyma do świątecznej skarpety kawałek węgla. Zwyczaj ten pochodził z Włoch.
Według legendy, św. Mikołaj podarował pierwszy prezent trzem biednym dziewczynkom – były to złote monety, które święty niepostrzeżenie włożył do ich wypranych pończoch powieszonych przy kominku. 
Skarpeta świąteczna jest bardzo popularna w USA, Kanadzie, Wielkiej Brytanii i Irlandii – coraz rzadziej skarpety stosuje się w Australii i Nowej Zelandii.